# ドワイト・パウエル
ドワイト・ハーラン・パウエル（Dwight Harlan Powell, 1991年7月20日 - ）は、カナダ・オンタリオ州トロント出身のプロバスケットボール選手。NBAのダラス・マーベリックスに所属している。ポジションはパワーフォワードまたはセンター。

## 経歴

### 学生時代
フロリダ州ブレイデントンのIMGアカデミーに入学し、シニア年次に平均 23.2得点、11.6リバウンド、4.4アシスト、2.3ブロックの個人成績を残した
2010年の大学リクルートサイトで全体25位、パワーフォワード8位、五つ星の評価を得た。
2010年から2014年まで、スタンフォード大学で4シーズンプレーし、1年次には31試合に出場し、平均5.8得点、4.6リバウンド、の記録を残し、2011年、パシフィック10カンファレンスのオール・ルーキー・チームに選出された。2年次には35試合に出場し、平均5.8得点、4.6リバウンド、の記録を残し、NITのチャンピオンとなり、パシフィック12カンファレンスの。3年次には34試合に出場し、平均14.9得点、8.4リバウンド、の記録を残し、NABC全地域セカンドチーム、オール・パシフィック12・ファーストチームと、パシフィック12オールアカデミック・セカンドチームに選ばれた。4年次には36試合に出場し、平均14.0得点、6.9リバウンド、の記録を残し、2度目のオール・パシフィック12・ファーストチームに選ばれた。

### NBA

#### ボストン・セルティックス
2014-15シーズン、2014年のNBAドラフトにて2巡目全体45位でシャーロット・ホーネッツから指名され、7月12日に交渉権がブレンダン・ヘイウッドと共にスコッティ・ホプソンと金銭交換でクリーブランド・キャバリアーズにトレードされ、キャバリアーズからサマーリーグに参加し、8月23日にそのまま契約した。
9月25日にジョン・ルーカス3世、エリック・マーフィー、マルコム・トーマス、2016年と2017年のドラフト2巡目指名権と共にキース・ボーガンス、将来のドラフト2巡目指名権とのトレードでボストン・セルティックスへ移籍した。シーズンではDリーグのメーン・レッドクロウズに数回アサインされた。

#### ダラス・マーベリックス
12月18日にジェイ・クラウダー、ジャミーア・ネルソン、 ブランダン・ライト、2015年のドラフト1巡目指名権、2016年のドラフト2巡目指名権とのトレードでラジョン・ロンドと共にダラス・マーベリックスへ移籍した。2015年1月14日、デンバー・ナゲッツ戦でシーズンハイの11得点を記録した。シーズン中に複数回、Dリーグのテキサス・レジェンズにアサインされた。
2015-16シーズン開幕前のサマーリーグに参加し、開幕ロースターに残り、2015年11月3日、10得点、10リバウンドの自身初のダブルダブルを記録した。4日後には、自己最多となる15得点、7リバウンドの成績を残した。このシーズンはは69試合(2先発)に平均14.4分の出場で、5.8得点・4.0リバウンド・0.6アシスト・0.5スティール・0.3ブロックなどを記録した。
2016-17シーズン開幕の7月に4年総額3700万ドルで契約を延長した。このシーズンは77試合（先発3試合）に平均17.3分の出場で、6.7得点、4.0リバウンド、0.6アシスト、0.8スティール、0.5ブロックなどを記録した。
2017-18シーズンは79試合（先発25試合）に平均21.2分の出場で、8.5得点、5.6リバウンド、1.2アシスト、0.8スティール、0.4ブロックなどを記録した。
2018-19シーズン、2019年3月6日のワシントン・ウィザーズ戦で自己最多の26得点を記録した。このシーズンデアンドレ・ジョーダンの控えセンターとして定着し、ジョーダンがトレードで移籍してからは先発出場が増え、77試合（先発22試合）に平均21.6分の出場で、10.6得点、5.3リバウンド、1.5アシスト、0.6スティール、0.6ブロックなどを記録した。
2019-20シーズン開幕前の7月に2023年夏までの3年総額3300万ドルで契約を延長した。このシーズンはデアンドレ・ジョーダンとのトレードで獲得したクリスタプス・ポルジンギスが不動のセンターとして出場し、ダーク・ノヴィツキーが引退したことによりパワーフォワードでの先発出場が増えた。2020年1月21日のロサンゼルス・クリッパーズ戦で、左手でドライブを始めたところで右足アキレス腱断裂の重傷を負ってシーズン終了となった。このシーズンは40試合（先発37試合）に平均26.5分の出場で、9.4得点、5.7リバウンド、1.5アシスト、0.9スティール、0.6ブロックなどを記録した。
2020-21シーズン、12月の開幕戦で復帰した。

## 個人成績

### レギュラーシーズン
| シーズン  | チーム | GP  | GS  | MPG  | FG%  | 3P%  | FT%  | RPG | APG | SPG | BPG | TO | PPG  |
| --------- | ------ | --- | --- | ---- | ---- | ---- | ---- | --- | --- | --- | --- | -- | ---- |
| 2014–15   | BOS    | 5   | 0   | 1.8  | .800 | ---  | .500 | .2  | .0  | .4  | .0  | .4 | 1.8  |
| 2014–15   | DAL    | 24  | 0   | 9.5  | .435 | .273 | .774 | 2.0 | .4  | .3  | .3  | .4 | 3.4  |
| 2014-15計 | DAL    | 29  | 0   | 8.1  | .463 | .273 | .758 | 1.7 | .3  | .3  | .2  | .4 | 1.8  |
| 2015–16   | DAL    | 69  | 2   | 14.4 | .493 | .125 | .739 | 4.0 | .6  | .5  | .3  | .6 | 5.8  |
| 2016–17   | DAL    | 77  | 3   | 17.3 | .515 | .284 | .759 | 4.0 | .6  | .8  | .5  | .4 | 6.7  |
| 2017–18   | DAL    | 79  | 25  | 21.2 | .593 | .333 | .719 | 5.6 | 1.2 | .8  | .4  | .7 | 8.5  |
| 2018–19   | DAL    | 77  | 22  | 21.6 | .597 | .307 | .772 | 5.3 | 1.5 | .6  | .6  | .9 | 10.6 |
| 2019–20   | DAL    | 40  | 37  | 26.5 | .638 | .256 | .667 | 5.7 | 1.5 | .9  | .6  | .9 | 9.4  |
| 2020–21   | DAL    | 58  | 19  | 16.7 | .619 | .238 | .782 | 4.0 | 1.1 | .6  | .5  | .7 | 5.9  |
| 2021–22   | DAL    | 82* | 71  | 21.9 | .671 | .351 | .783 | 4.9 | 1.2 | .5  | .5  | .8 | 8.7  |
| 2022–23   | DAL    | 76  | 64  | 19.2 | .732 | .000 | .667 | 4.1 | .9  | .6  | .3  | .9 | 6.7  |
| 2023–24   | DAL    | 63  | 9   | 13.3 | .679 | .333 | .708 | 3.4 | 1.3 | .4  | .3  | .5 | 3.3  |
| 2024–25   | DAL    | 55  | 3   | 10.0 | .689 | .400 | .651 | 2.1 | 1.0 | .3  | .4  | .3 | 2.1  |
| 通算      | 通算   | 705 | 254 | 17.8 | .604 | .294 | .736 | 4.2 | 1.0 | .6  | .4  | .7 | 6.7  |

### プレーオフ
| シーズン | チーム | GP | GS | MPG  | FG%  | 3P%  | FT%  | RPG | APG | SPG | BPG | TO | PPG |
| -------- | ------ | -- | -- | ---- | ---- | ---- | ---- | --- | --- | --- | --- | -- | --- |
| 2015     | DAL    | 2  | 0  | 1.5  | .000 | ---  | ---  | .5  | .5  | .0  | .0  | .0 | .0  |
| 2016     | DAL    | 4  | 0  | 16.0 | .474 | .000 | .545 | 4.3 | 1.0 | .3  | .0  | .3 | 6.0 |
| 2021     | DAL    | 7  | 0  | 7.4  | .875 | ---  | .833 | 1.9 | .9  | .3  | .0  | .1 | 2.7 |
| 2022     | DAL    | 18 | 18 | 13.8 | .629 | .000 | .609 | 2.6 | .2  | .2  | .3  | .5 | 3.2 |
| 2024     | DAL    | 13 | 0  | 3.4  | .333 | ---  | .667 | .9  | .2  | .1  | .0  | .2 | .5  |
| 通算     | 通算   | 44 | 18 | 9.4  | .591 | .000 | .630 | 2.0 | .4  | .2  | .1  | .3 | 2.4 |

## 脚註
1. 1 2 3 4 5  “#33 Dwight Powell”. GoStanford.com. 2014年6月26日閲覧。
2. ↑  Dwight Powell Recruiting Profile
3. ↑  2014 NBA Draft Results: Charlotte Hornets select Dwight Powell with 45th pick
4. ↑  Hopson Acquired from Cavs
5. ↑  Cavs Sign Dwight Powell
6. ↑  Boston Celtics Announce Roster Moves
7. 1 2  2014-15 NBA Assignments
8. ↑  Ahmadi, Arya (2014年12月18日). “Mavs acquire four-time All-Star Rajon Rondo”. NBA.com. 2014年12月18日閲覧。
9. ↑  Lawson, Faried lead Nuggets past Mavericks, 114-107
10. ↑  “Lowry, Raptors start 4-0 for 1st time, beating Mavs 102-91”. NBA.com (2015年11月3日). 2015年11月3日閲覧。
11. ↑  “Mavericks keep Pelicans winless with 107-98 win”. NBA.com (2015年11月7日). 2015年11月7日閲覧。
12. ↑  “Report: Mavericks, Dwight Powell agree to 4-year, $37 million deal” (英語). CBSスポーツ (2016年7月4日). 2021年1月16日閲覧。
13. ↑  “Dallas Mavericks at Washington Wizards Box Score, March 6, 2019”. Basketball-Reference.com (2019年3月6日). 2021年1月16日閲覧。
14. ↑  “Mavericks and Dwight Powell officially agree to a 3 year, $33 million contract extension” (英語). Mavs Moneyball (2019年6月30日). 2021年1月16日閲覧。
15. ↑  “マーベリックスのビッグマン、ドワイト・パウエルが右アキレス腱断裂で戦線離脱”. バスケットボールキング (2020年1月23日). 2021年1月16日閲覧。